# La Taha

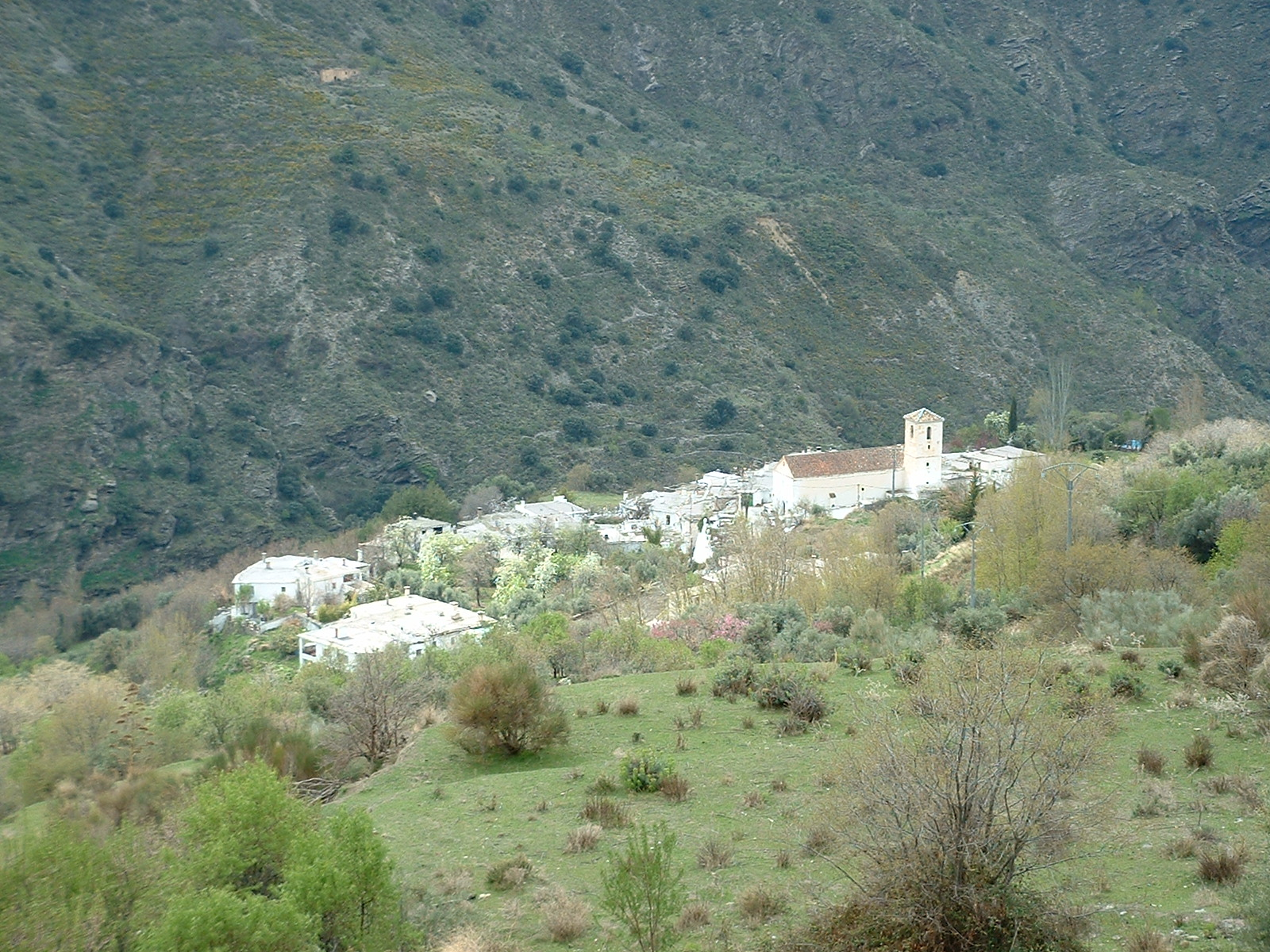
The hamlet of Atalbéitar in La Taha, from the north

La Taha, là một đô thị trong tỉnh Granada, Tây Ban Nha.